# São Pio X na Balduina (título cardinalício)
O Título cardinalício de São Pio X na Balduina foi instituído pelo Papa Paulo VI em 29 de abril de 1969.

## Titulares protetores
- John Francis Dearden (1969 - 1988)
- Nicolás de Jesús López Rodríguez (1991 - atual)